# ゴルフクラブ四条畷
ゴルフクラブ四条畷（ゴルフクラブしじょうなわて）は、大阪府四條畷市にあるゴルフ場である。

## 概要
「ゴルフクラブ四条畷」は、大阪市の北東部の奈良県境、梅田から近い北生駒山地の東麓で金剛生駒紀泉国定公園内、遺跡が多く貝塚跡があり古墳も多い。周囲には千年以上の歴史のある正法寺、龍尾寺などが存在し、古戦場として有名な飯盛山がそびえ、四条畷神社をはじめ楠公ゆかりの地が多い文化的景観を持ち合わせたロケーションに恵まれた所にある。
1950年（昭和25年）代後期、新たなゴルフ場の建設に向けて、建設用地の四條畷市下田原地区に、コース設計家の佐藤儀一に依頼し、18ホール規模のゴルフ場の造成工事が着工され、 1960年（昭和35年）4月29日、「ゴルフクラブ四条畷」18ホールの造成工事が完了し、開場された。
コースは、各ホールは樹木でセパレートされて、フェアウェイは広く、打ち上げ打ち下ろしと自然の起伏を生かした、ダイナミックな山岳コースである。コースの片側が山や谷のホールは、曲げるとスコアを崩しやすい。アウトコースは、フェアウェイのアンジュレーションと要所にクロスバンカーが構えている、インコースは、距離は比較的に短いがアンジュレーションを持つグリーンの克服が必要である。また、打ち上げでグリーンを狙うホールが幾つかあるので、距離感を掴むことが必要となる。

## 所在地
〒575-0012 大阪府四條畷市下田原2353番地

## コース情報
- 開場日 - 1960年4月29日
- 設計者 - 佐藤 儀一
- 面積 - 1,160,000m2（約35.0万坪）
- コースタイプ - 山岳コース
- コース - 18ホールズ、パー72、6,809ヤード、コースレート72.3
- フェアウェー - コウライ
- ラフ - ノシバ
- グリーン - 1グリーン、ベント（ペンクロス）
- ラウンドスタイル - 全組キャディ付、1組4人原則、状況によりツーサム可、乗用カート(5人乗り)自走式
- 練習場 - 16打席250ヤード
- 休場日 - 1月1日[3][4]

## クラブ情報
- ハウス面積 - 2,643m2（799.5坪）
- ハウス設計 - 渡辺 節
- ハウス施工 - 戸田建設 株式会社[3][4]

## ギャラリー
- コース - 「ゴルフクラブ四条畷」、コース案内、2021年10月14日閲覧
- ハウス - 「ゴルフクラブ四条畷」、施設案内、2021年10月14日閲覧

## 交通アクセス
- 鉄道 - 学研都市線（JR西日本） - 四条畷駅より タクシー利用 約13分[5]
- 道路 - 阪神高速道路 - 森小路出入口より 13Km[5]

## 関連文献
- 『ゴルフ場ガイド 西版』、2006-2007、「ゴルフクラブ四条畷」、東京 ゴルフダイジェスト社、2006年5月、2021年10月14日閲覧